# Tor Aulin

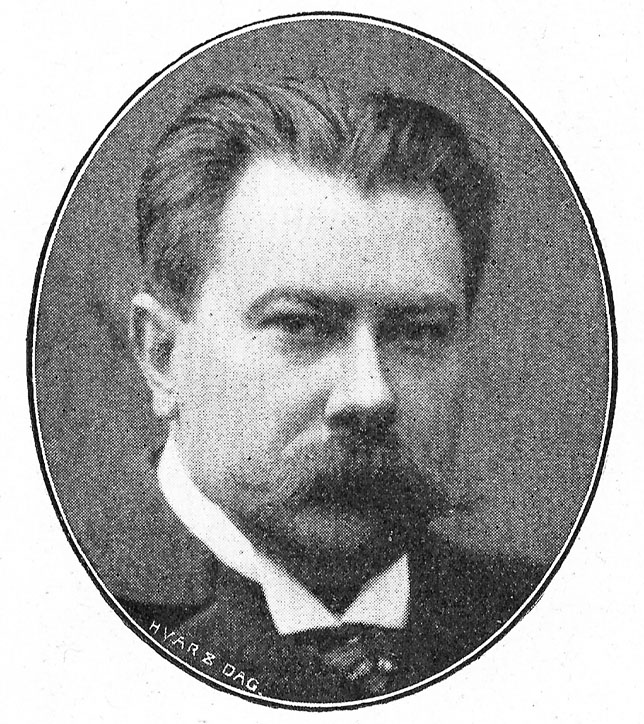
Tor Aulin

Tor Aulin (Aussprache [ˌtuːɹ ɑu̯ˈliːn], * 10. September 1866 in Stockholm; † 1. März 1914 in Saltsjöbaden) war ein schwedischer Violinist, Dirigent und Komponist.
Er studierte von 1877 bis 1883 am Stockholmer Konservatorium und von 1884 bis 1886 in Berlin bei Émile Sauret und Philipp Scharwenka. Von 1889 bis 1902 war er Konzertmeister an der Königlichen Oper in Stockholm, danach Dirigent des Stockholmer Konzertvereins und ab 1909 der Göteborger Symphoniker. Großes Ansehen genoss das von ihm 1887 begründete Streichquartett Aulin.
Aulin komponierte neben zahlreichen kleinen Werken für die Violine eine Violinsonate, drei Violinkonzerte und eine Orchester-Suite.

## Werke
- Violinkonzert Nr.2 op. 11 (1892), in zwei Versionen[1] (UA der überarbeiteten Fassung: Fritiof Palm (Violine), Järfälla Symfoniorkester, Gunnar Julin (Dirigent) am 19. November 2022)[2][3]
- Violin-Sonate op. 12 (1892)
- Violinkonzert Nr. 3 op. 14 c-Moll (1904)
- Vier Stücke in Form einer Suite op. 15 für Violine und Klavier
- Vier Vortragsstücke op. 16 für Violine und Klavier
- Midsommar-dans op. 18 für Violine und Klavier
- Lyrisches Gedicht op. 21 für Violine und Klavier
- Meister Olof op. 22 für Orchester, Suite nach August Strindbergs gleichnamigem Drama
- 3 Gotländische Tänze op. 28 für Orchester (1911)
- 4 Schwedische Tänze op. 32 für Orchester